# Августин фон Зинцендорф
Августин фон Зинцендорф (на немски: Augustin Freiherr von Sinzendorf; * 1590, Ернстбрун, Корнойбург, Долна Австрия; † 1642) е фрайхер от род Зинцендорф от Горна Австрия. На 12 август 1610 г. в Прага той е издигнат на фрайхер. Родът „фон Зинцендорф“ се различава и не трябва да се бърка с род „Цинцендорф и Потендорф“ от Долна Австрия.

## Живот
Той е син на Йоахим Зинцендорфер (* юли 1544; † 28 януари 1594) и втората му съпруга Мария фон Рюбер (* 1565; † 21 ноември 1594), дъщеря на фрайхер Йохан Баптист фон Рюбер и Мария Анна фон Велшперг. Внук е на Леонард Зинцендорф († 1571), господар на Файрег и Ахлайтен, и Анна фон Харах († 1571).
Баща му Йоахим е съветник на император Максимилиан II, 1570 г. императорски щатхалтер на Долна Австрия, 1577 г. от император Рудолф II е изпратен като императорски пратеник при турския султан Мурад III в Константинопол.
Августин е господар на именията Ернстбрун, Рогендорф, Бокщал и Мартинсберг. Той служи като камерхер и имперски съветник при император Матиас. На 12 август 1610 г. в Прага той е издигнат на фрайхер и същата година се жени за фрайин Елизабет фон Траутмансдорф.
През 1623 г. Августин с фамилията си е при при император Фердинанд II. През 1625 г. той получава позицията „наследствен шенк“ на Горна Австрия.
Родът Зинцендорф е издигнат през 1610 г. на фрайхер, през 1653 г. на имперски граф и 1803 г. на имперски княз. Родът изчезва по мъжка линия през 1822 г. През 1828 г. след дълги наследствени конфликти дворецът и господството Ернстбрун отиват на княз Хайнрих LXIV Ройс-Кьостриц (1787 – 1856).

## Фамилия
Августин фон Зинцендорф се жени 1610 г. за фрайин Елизабет фон Траутмансдорф (* 5 май 1587; † 29 май 1653, Виена), дъщеря на фрайхер Йохан Фридрих фон и цу Траутмансдорф († 14 април 1614) и Ева фон Траутмансдорф. Те имат децата:
- Йохан Йоахим фон Зинцендорф (* 1613; † 11 ноември 1665), граф на 28 ноември 1648 г., фрайхер на Ернстбрунн, Рогендорф, женен пр. 1655 г. за графиня Мария Анна Максимилиана Терезия фон Алтхан (* 25 август 1635, Виена; † 11 октомври 1689, Виена); имат един син:
  - Йохан Вайкхард Михаел Венцел фон Зинцендорф (1656 – 1715), женен за ландграфиня Елизабет Мария Магдалена фон Фюрстенберг (1658 – 1719)
- Зигмунд Фридрих фон Зинцендорф († 28 февруари 1679)
- Елизабет фон Зинцендорф
- Ева Мария фон Зинцендорф († 1652), омъжена 1643 г. за граф Максимилиан Филип фон Хардег († 1663), син на граф Георг Фридрих фон Хардег-Глац (* 1568; † 6 септември 1628) и Сидония фон Херберщайн (* 29 юни 1574); имат дъщеря:
  - Максимилиана фон Хардег (1644 – 1678), омъжена 1677 г. за граф Хайнрих I Ройс-Шлайц (1639 – 1692)
- Рудолф фон Зинцендорф (* 1620, Ернстбрун; † 2 септември 1677, Виена), граф, женен на 20 февруари 1655 г. във Виена за фрайин Ева Сузана фон Цинцендорф (* 29 март 1636, Петендорф; † 29 януари 1709, Бреслау, Полша), дъщеря на фрайхер Ото Хайнрих фон Цинцендорф и Потендорф (1605 – 1655) и фрайин Анна Аполония фон Целкинг (1603 – 1646), господарка на Дюрнщайн и Тал Вахау; имат 14 деца, дъщеря им:
  - Анна Мария Елизабет фон Зинцендорф (1659 – 1683), е омъжена 1680 г. за граф Хайнрих I Ройс-Шлайц (1639 – 1692)